# Vonda Shepard
Vonda Shepard (New York, 7 luglio 1963) è una cantante e compositrice statunitense.

## Biografia
Nata a New York, è figlia dell'attore Richmond Shepard. Sua madre ha abbandonato la famiglia solo quando lei aveva dieci anni, e suo padre dovette crescere da lei e le sue tre sorelle Rosetta, Luana e Brianna. Fin da età giovanissima ha studiato canto e pianoforte, e all'età di vent'anni già suonava nei club, facendosi conoscere anche a Los Angeles.
Il successo è arrivato con l'incontro di David E. Kelley, produttore della serie televisiva Ally McBeal, che le ha chiesto di realizzare la colonna sonora di tutte le stagioni di questa serie. Dopo la fine di Ally McBeal, la Shepard ha realizzato album di un genere musicale molto originale, un misto di blues, folk e country, con canzoni dai testi molto romantici e mai banali, supportati dalla sua voce decisamente notevole.

## Vita privata
Dal 2004 è sposata con il musicista Mitchell Froom. Il 15 aprile 2006 ha avuto un figlio, Jack.

## Discografia

### Album
- Vonda Shepard (1989)
- The Radical Light (1992)
- It's Good, Eve (1996)
- Songs From Ally McBeal (1998)
- By 7:30 (1999)
- Heart and Soul: New Songs from Ally McBeal (1999)
- Ally McBeal: A Very Ally Christmas (2000)
- Ally McBeal: For Once in My Life (2001)
- Chinatown (2002)
- Live: A Retrospective (2005)
- From the Sun (2008)
- The Best of Ally McBeal - The Songs of Vonda Shepard (2010)
- Solo (2011)
- Rookie (2015)